# Senses Fail
Senses Fail är ett amerikanskt post-hardcoreband från Ridgewood, New Jersey, bildat år 2002. Deras låt "Can't be Saved" är med på spelet Guitar Hero III: Legends of Rock.

## Medlemmar
- James "Buddy" Nielsen - Sång
- Jason Milbank - Gitarr
- Gavin Caswell - Gitarr
- Greg Styliades - Bas
- Steve Carey - Trummor

## Turnerande medlem
- Jason Black - Bas

## Tidigare medlemmar
- Dave Miller - Gitarr
- James Gill - Bas
- Mike Glita - Bas
- Jason Black - Bas
- Garrett Zablocki - Gitarr
- Heath Saraceno - Gitarr
- Dan Trapp - trummor (spelar fortfarande åt bandet som studiomusiker)
- Chris Hornbrook - Trummor
- Zach Roach - Gitarr
- Matt Smith - Gitarr

## Diskografi
Album 
- From the Depths of Dreams (2002)
- Let It Enfold You (2004)
- Still Searching (2006)
- Life Is Not a Waiting Room (2008)
- The Fire (2010)
- Renacer (2013)
- Pull the Thorns from Your Heart (2015)
- If There Is Light, It Will Find You (2018)